# Немирівський молочний завод
Немирівський молочний завод — підприємство харчової промисловості у місті Немирів Немирівського району Вінницької області України, що припинило своє існування.

## Історія
Невеликий маслосироробний завод у райцентрі Немирів був створений у 1920-х роках, після утворення Немирівського району та спочатку ставився до категорії підприємств місцевої переробної промисловості.
У ході індустріалізації, відповідно до першого п'ятирічного плану розвитку народного господарства СРСР у селищі було проведено водопровід, промислові підприємства були реконструйовані та оснащені новим обладнанням.
У ході Німецько-радянської війни з 22 липня 1941 до 10 січня 1944 року Немирів окупували німецькі війська. Промислові підприємства райцентру постраждали, проте вже наприкінці 1944 року маслозавод було відновлено та відновило роботу. Робітники Немирівського маслозаводу зібрали 100 тисяч рублів на будівництво бойового літака для частини, яка звільняла селище, і 23 листопада 1944 на ім'я заводу прийшла телеграма з подякою від Верховного Головнокомандувача Й. В. Сталіна.
Після закінчення війни, відповідно до четвертого п'ятирічного плану відновлення та розвитку народного господарства СРСР у 1948 році до Немирова була підведена високовольтна лінія електропередач, що дало можливість збільшити виробничу потужність усіх підприємств райцентру.
Після газифікації міста в 1960-х роках почалося використання природного газу у виробничих процесах. У роки семирічки і восьми п'ятирічок завод був реконструйований і оснащений новим обладнанням. Загалом, за період з 1945 до 1970 року виробнича потужність Немирівського олійного заводу була збільшена більш ніж у 12 разів.
Загалом, за радянських часів маслосирзавод входив до числа провідних підприємств райцентру.
Після проголошення незалежності України завод перейшов у відання Державного комітету харчової промисловості України. Надалі, державне підприємство було перетворено на відкрите акціонерне товариство, перейменовано на Немирівський молочний завод, а потім стало філією ВАТ «Вінницямолоко».
Надалі, завод використовувався як молокоприймальний пункт. Шість молокопереробних заводів (Козятинський, Калинівський, Оратівський, Липовецький, Немирівський, Мурованокуриловецький) не виробляють товарної продукції. Ці заводи стали молокозаготівельними пунктами та поставляють молоко на інші молокопереробні підприємства.
Економічна криза, що почалася у 2008 році ускладнив становище ВАТ «Вінницямолоко», і на початку липня 2010 року Немирівський молокозавод було ліквідовано.
У жовтні 2012 року господарський суд Вінницької області порушив справу про банкрутство компанії ВАТ «Вінницямолоко». 18 квітня 2013 року компанія була визнана банкрутом і розпочалася процедура її ліквідації.